# Фі 1,618
Phi 1.618 (болг. ф 1.618) — болгарсько-канадійський антиутопічний науково-фантастичний пригодницький фільм 2022 року, знятий Теодором Ушевим (його режисерський дебют) за сценарієм Владислава Тодорова. У головних ролях Ніколай Станоєв, Деян Донков і Мартіна Апостолова. Знятий за мотивами роману Владислава Тодорова «Дзиґа». Фільм був включений до шорт-листа заявки Болгарії на премію «Оскар» за найкращий міжнародний повнометражний фільм на 95-й церемонії вручення премії «Оскар», але не був обраний. Він розглядався знову, коли фільм «Мати» був дискваліфікований, проте не був обраний.

## Конспект
У антиутопічному майбутньому створюються безстатеві безсмертні люди, яких називають біотитанами. Таким чином, для розмноження жіноча стать стала зайвою. Коли Земля стає токсичною, біотитани готуються покинути планету, щоб колонізувати космо. На космічний корабель вони забирають із собою ледь живе тіло жінки, як нагадування про минуле. Поки каліграф Криптон зайнятий створенням копії всієї спадщини Безсмертних, він натрапляє на запальну жінку Гаргару. Вона кидає виклик поглядам біотитанів, приносячи бунтівну енергію в їх структурований, позбавлений емоцій світ.
Фільм досліджує теми безсмертя, втрати людського зв'язку та ціни досконалості, поєднуючи прямий ефір з анімацією для створення візуально вражаючої оповіді.

## Акторський склад
У цьому фільмі беруть участь такі актори та акторки:
- Деян Донков — Криптон
- Мартіна Апостолова — Гаргара
- Ірмена Чичікова — Фія
- Микола Станоев — Урунгель

## Презентація
Прем'єра фільму відбулася в Болгарії 8 жовтня 2022 року на Міжнародному кінофестивалі Cinelibri, а міжнародна прем'єра відбулася 13 жовтня 2022 року на Festival du Nouveau Cinéma в Канаді.
Фільм викликав суперечки, отримавши нагороду на Московському міжнародному кінофестивалі під час російсько-української війни. Під час вітальної промови режисер Теодор Ушев зробив антивоєнні заяви. Під час офіційної трансляції церемонії в Росії вітальну промову не транслювали, однак Ушев поділився нею у Facebook. Режисер відмовився від нагороди, віддавши її художньому керівнику фестивалю Микиті Міхалкову.

## Нагороди
| Рік      | Нагорода                                          | Категорія                                           | одержувач      | Результат | Посилання    |
| -------- | ------------------------------------------------- | --------------------------------------------------- | -------------- | --------- | ------------ |
| 2022 рік | Міжнародний фестиваль книги та кіно Cinelibri     | Кращий дизайн костюмів                              | Велика Прахова | Перемога  | [ 8 ] [ 11 ] |
| 2022 рік | Фестиваль сучасного кіно                          | Премія «Новий алхімік» — художній фільм             | Фі 1,618       | Номінація | [ 12 ]       |
| 2023 рік | Кінофестиваль Беверлі-Гіллз                       | Кращий повнометражний фільм                         | Фі 1,618       | Перемога  |              |
| 2023 рік | Московський міжнародний кінофестиваль             | Конкурс художніх фільмів                            | Фі 1,618       | Перемога  | Відмова      |
| 2023 рік | Міжнародний фестиваль наукової фантастики в Маямі | Найкращий повнометражний науково-фантастичний фільм | Фі 1,618       | Перемога  |              |
|          | Міжнародний фестиваль наукової фантастики в Маямі | Кращий повнометражний режисер Sci-Fi                | Теодор Ушев    | Перемога  |              |